# Álvares de Azevedo
Manoel Antônio Álvares de Azevedo (São Paulo, 12 de setembro de 1831 — Rio de Janeiro, 25 de abril de 1852) foi um poeta, contista, dramaturgo e ensaísta brasileiro. É um dos mais populares e importantes poetas do Brasil, sendo o principal representante da segunda geração do romantismo no país. Sua obra, fortemente influenciada por Byron e Musset, enquadra-se na estética do mal do século e abrange quase todos os gêneros literários, com foco na poesia lírica.
É o patrono da cadeira n. 2 da Academia Brasileira de Letras, fundada por Coelho Neto.

## Biografia
Álvares de Azevedo nasceu no dia 12 de setembro de 1831, na cidade de São Paulo, filho de Inácio Manuel Álvares de Azevedo e Maria Luísa Mota Azevedo, ambos de famílias ilustres. Os seus primeiros biógrafos dizem que seu nascimento se deu na biblioteca da Faculdade de Direito de São Paulo, mas hoje sabe-se que o poeta nasceu na casa de seu avô materno. Dois anos após seu nascimento, mudou-se com os pais para o Rio de Janeiro, na época capital do Império do Brasil, onde fez seus estudos primários e secundários.
Em 1848, aos 17 anos, regressou à São Paulo e matricula-se na Escola de Direito do Largo de São Francisco. Apesar de não ter gostado da cidade, por conta do seu caráter provinciano, foi um estudante aplicado, destacando-se pela facilidade de aprendizado e pelo estro literário. Lá, escreveu poemas, contos e peças, fundou a Revista Mensal da Sociedade Ensaio Filosófico Paulistano e a Sociedade Epicureia (também chamada de "Casa de Satã"), uma república de estudantes que procuravam seguir os ensinamentos de Lorde Byron. Segundo o relato de Bernardo Guimarães, amigo de Azevedo que participou da república, as reuniões eram marcadas por orgias com prostitutas e foram responsáveis pela morte de alguns estudantes.
Álvares de Azevedo morreu aos 20 anos, enquanto passava as férias com a família no Rio de Janeiro, em condições até hoje controversas. Segundo o relato tradicional, a sua morte é decorrente de uma tuberculose. A maioria dos estudiosos modernos, porém, alegam que essa é uma versão falsa, criada com o intuito de relacionar a sua morte à de muitos outros poetas do mal do século. A versão mais aceita hoje diz que ele sofreu um acidente de cavalo, que provocou-lhe um abcesso na fossa ilíaca. O acidente acabou progredindo para uma septicemia, que levou à morte do poeta às 17 horas do dia 25 de abril de 1852. No seu enterro, o escritor Joaquim Manuel de Macedo leu o seu último poema, intitulado Se eu morresse amanhã, escrito um mês antes, enquanto estava acamado.

## Cronologia

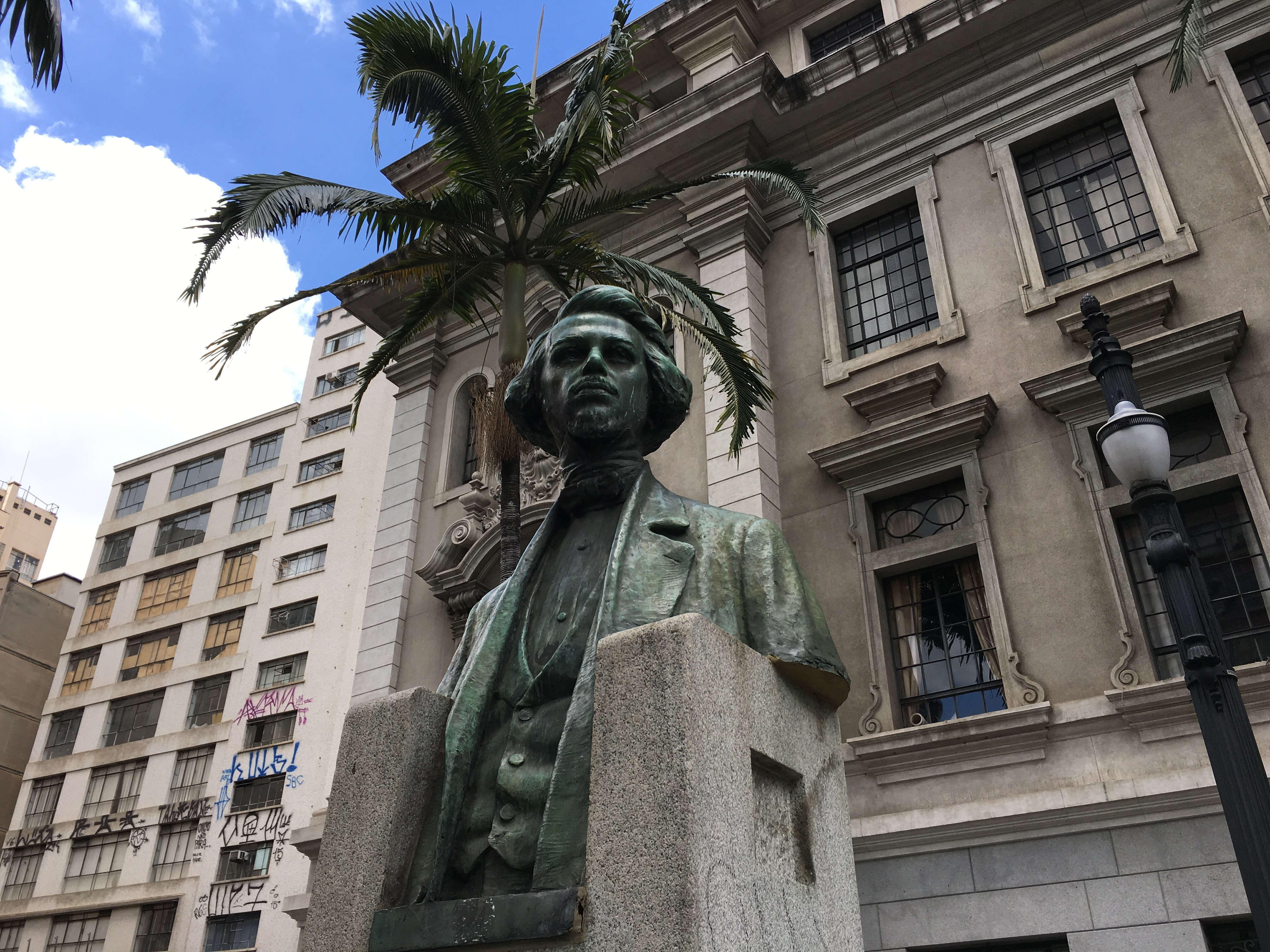
Homenagem ao poeta pelo Centro Acadêmico XI de Agosto, da Faculdade de Direito da USP, no Largo São Francisco.

- 1831, 12 de setembro – Nascido em São Paulo, na esquina da rua da Feira com a rua Cruz Preta, atuais Senador Feijó e Quintino Bocaiuva.
- 1831 – Transfere-se para o Rio de Janeiro.
- 1835 – Morre em 26 de junho seu irmão mais novo, Inácio Manoel, em Niterói, ainda bebê, com menos de dois anos, deixando o futuro poeta profundamente abalado.
- 1840 – É matriculado no Colégio Stoll, em Botafogo. Seu desempenho rende elogios do proprietário do colégio, o Dr. Stoll: "Ele reúne, o que é muito raro, a maior inocência de costumes à mais vasta capacidade intelectual que já encontrei na América num menino da sua idade".
- 1844 – Transfere-se para São Paulo. Após estudos de francês, inglês e latim volta para o Rio no fim do ano.
- 1845 – Matricula-se no 5º ano do internato do Colégio Pedro II, no Rio, onde muito sofreu, devido ao gênio folgazão, que o levava a caricaturar colegas e professores.
- 1846 – Cursa o 6º ano no mesmo colégio, tendo como professor Domingos José Gonçalves de Magalhães.
- 1847 – Recebe, a 5 de dezembro, o grau de bacharel em Letras.
- 1848 – Ingressa, a 1 de março na Faculdade de Direito de São Paulo, onde conhece, entre outros, José de Alencar e Bernardo Guimarães.
- 1849 – Matricula-se no 2º ano. Pronuncia um discurso a 11 de agosto, na sessão comemorativa do aniversário da criação dos cursos jurídicos no Brasil. Passa as férias no Rio, com constantes pensamentos de morte.
- 1850 – Escreve um romance de 200 e tantas páginas, dois poemas, um em 5 e outro em 2 cantos, ensaios, fragmento de poema em linguagem muito antiga (hoje perdido). A 9 de maio, profere o discurso inaugural da sociedade "Ensaio Filosófico". De volta a São Paulo, matricula-se no 3º ano. Em setembro, o quintanista Feliciano Coelho Duarte suicida-se, por amor.  O poeta faz, a 12 do mesmo mês, o discurso de adeus.
- 1851 – Cursa o 4º ano. Em 15 de setembro, morre João Batista da Silva Pereira. Passa as férias em Itaboraí, na fazenda do avô.
- 1852, 25 de abril – Após complicações advindas de uma queda de cavalo, no município de Itaboraí, no trajeto de Visconde para Porto das Caixas, cria-se um tumor na fossa ilíaca que tentou ser retirado segundo alguns biólogos sem anestesia, a ferida infecciona e após 40 dias de febre alta falece, às 17 horas no Rio de Janeiro em casa. É enterrado no dia seguinte, num cemitério na praia vermelha na zona sul do Rio de Janeiro que mais tarde viria a ser destruído pelo mar em ressaca. Segundo biógrafos seu cachorro teria encontrado seus restos mortais. Hoje está sepultado no Cemitério de São João Batista, no Rio de Janeiro, num mausoléu da família perto dos túmulos de Floriano Peixoto e outros grandes nomes do final do séc. XIX — tendo sido o décimo segundo a ser sepultado nesse cemitério inaugurado em 1854, como consta da primeira página de seu livro de registros.[5]

## Obra

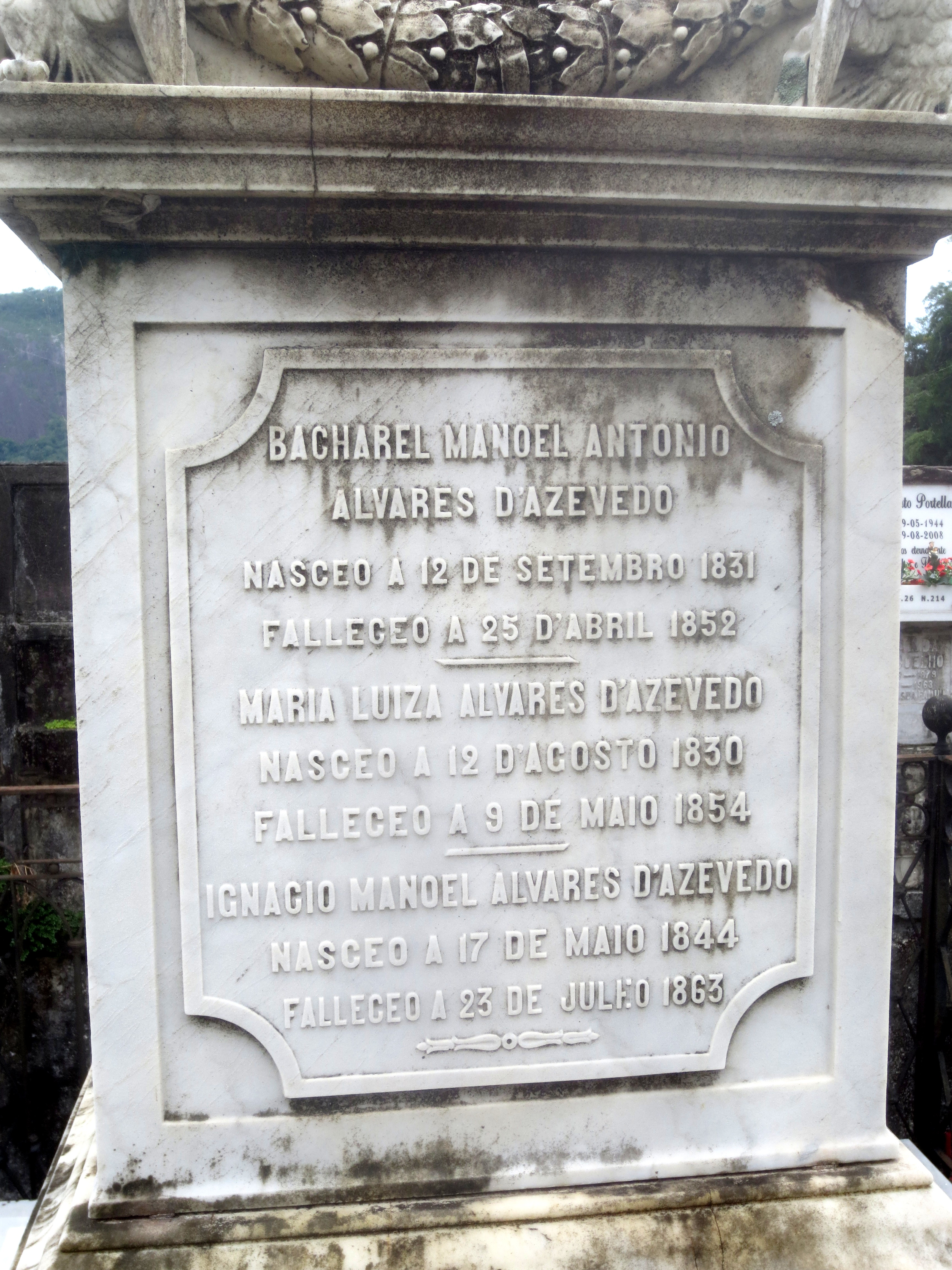
Túmulo do poeta Álvares de Azevedo (lápide)

Sua obra foi extensivamente lida até as duas primeiras décadas do século XX, e ainda hoje é altamente popular, com constantes reedições de sua poesia e antologias. Em vida, porém, Álvares de Azevedo publicou apenas alguns poemas, artigos e discursos. O restante da sua obra foi publicado postumamente em diversos livros. Sua poesia completa foi reunida nas obras Lira dos vinte anos, Poesias diversas, O poema do frade e O Conde Lopo. Sua prosa narrativa abrange apenas o livro de contos Noite na Taverna, apesar de haver alguns fragmentos de romance. A sua única peça completa é Macário. Além dessas obras, diversos fragmentos, estudos críticos, traduções, artigos, discursos e cartas.

### Lira dos vinte anos
A Lira dos vinte anos, sua principal obra, é a única coletânea de poemas feita diretamente por Álvares de Azevedo. O seu conteúdo é dividido em duas partes: a primeira representada por Ariel (personagem de A tempestade, de Shakespeare, símbolo do sublime) e a segunda, por Calibã (outro personagem de A tempestade, símbolo do grotesco).
A primeira parte da Lira reúne poemas de caráter melancólico e jovial. A mulher é representada como uma virgem bela e graciosa, e o amor, a saudade, a tristeza e a obsessão pela morte são tratadas com seriedade.
Pálida, à luz da lâmpada sombria,

Sobre o leito de flores reclinada,

Como a lua por noite embalsamada,

Entre as nuvens do amor ela dormia!— Soneto, poema da primeira parte da Lira dos vinte anos.
Quando em meu peito rebentar-se a fibra

Que o espírito enlaça à dor vivente,

Não derramem por mim nem uma lágrima

Em pálpebra demente.— Lembrança de morrer, poema da primeira parte da Lira dos vinte anos.
A segunda parte da Lira reúne poemas irônicos e reflexivos. A mulher é representada com zombaria e realismo, e o eu lírico professa uma solidão irremediável e um grande desejo por afastar-se do mundo.
É ela! é ela! - murmurei tremendo,

E o eco ao longe murmurou - é ela!...

Eu a vi... minha fada aérea e pura,

A minha lavadeira na janela!

(...)

Como dormia! que profundo sono!...

Tinha na mão o ferro do engomado...

Como roncava maviosa e pura!

Quase caí na rua desmaiado!— É ela! É ela! É ela! É ela!, poema da segunda parte da Lira dos vinte anos.
Oh! ter vinte anos sem gozar de leve

A ventura de uma alma de donzela!

E sem na vida ter sentido nunca

Na suave atração de um róseo corpo

Meus olhos turvos se fechar de gozo!— Ideias íntimas, poema da segunda parte da Lira dos vinte anos.
Nos dois prefácios do livro, Azevedo descreve a primeira parte como "os primeiros cantos de um pobre poeta" e a segunda como o momento onde "se dissipa o mundo visionário e platônico". Descreve a mudança de tonalidade entre as duas fases dizendo que "quase que depois de Ariel esbarramos em Calibã" e explica-a afirmando que "a unidade deste livro funda-se numa binomia. Duas almas que moram nas cavernas de um cérebro pouco mais ou menos de poeta escreveram este livro, verdadeira medalha de duas faces".
Morto antes de completar o livro, deixou cerca de trinta poemas ainda não catalogados, que enquadram-se tanto na primeira quanto na segunda parte. Estes foram reunidos, postumamente, numa terceira parte.
Amemos! Quero de amor

Viver no teu coração!

Sofrer e amar essa dor

Que desmaia de paixão!

Na tua alma, em teus encantos

E na tua palidez

E nos teus ardentes prantos

Suspirar de languidez!— Amor, poema da terceira parte da Lira dos vinte anos.
Cavaleiro das armas escuras,

Onde vais pelas trevas impuras

Com a espada sanguenta na mão?

Por que brilham teus olhos ardentes

E gemidos nos lábios frementes

Vertem fogo do teu coração?

(...)

Sou o sonho de tua esperança,

Tua febre que nunca descansa,

O delírio que te há de matar!...— Meu sonho, poema da terceira parte da Lira dos vinte anos.

## Fortuna crítica
Entre outras coisas, sua obra é aclamada por revolucionar o tema do erótico na literatura brasileira. Antecipando em um século o que seria feito pelo modernismo, trata do erótico sem subterfúgios, sem requintes retóricos.

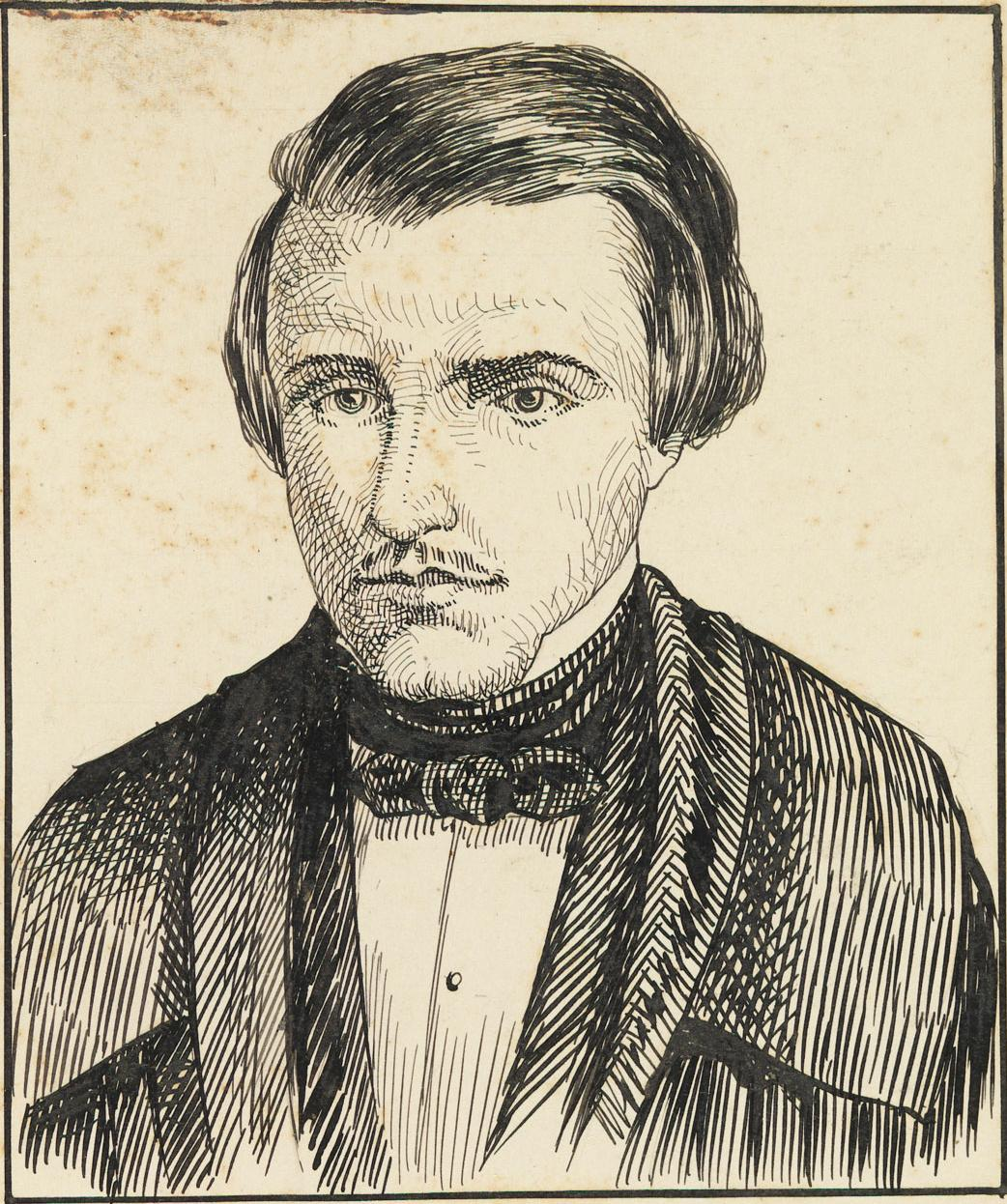
Álvares de Azevedo.

Machado de Assis publicou na coluna “Semana Literária” do jornal Diário do Rio de Janeiro de 26 de junho de 1866 uma análise da Lira dos vinte anos. Ali escreveu: “Álvares de Azevedo era realmente um grande talento; só lhe faltou o tempo, como disse um dos seus necrólogos. [...] Era daqueles que o berço vota à imortalidade. Compare-se a idade com que morreu aos trabalhos que deixou, e ver-se-á que seiva poderosa não existia naquela organização rara.” “Em tão curta idade, o poeta da Lira dos vinte anos deixou documentos valiosíssimos de um talento robusto e de uma imaginação vigorosa. Avalie-se por aí o que viria a ser quando tivesse desenvolvido todos os seus recursos”.
O crítico literário português Lopes de Mendonça, num perfil literário de Álvares de Azevedo, escreve: “O jovem poeta não cantava somente para as turbas que se deixassem comover pela harmonia de seus cantos; cantava porque lhe ardia no peito um fogo devorador, porque a sua alma ébria, e palpitante, lhe acendia a imaginação, e como lhe intimava, que traduzisse aos outros, a magia dos seus sonhos, o fervor dos seus desejos, o esplêndido irradiar da sua esperança”.
O jornal niteroiense A Pátria de 16 de maio de 1856, numa “Meditação aos ossos do poeta Álvares de Azevedo”, afirma que “aquele crânio foi um livro de versos sublimes como os de Byron, foi uma página divina de Shakespeare; foi um raio da inteligência de Homero; aquele crânio guardava um cérebro cheio como o de Camões, e constituiu uma cabeça que merecia uma coroa, como a que Tasso teve no Capitólio!”.
Atualmente, a literatura de Álvares de Azevedo tem suscitado alguns estudos acadêmicos, dos quais sublinham-se "O Belo e o Disforme", de Cilaine Alves Cunha (EDUSP, 2000), e "Entusiasmo indianista e ironia byroniana" (Tese de Doutorado, USP, 2000); "O poeta leitor. Um estudo das epígrafes hugoanas em Álvares de Azevedo", de Maria C. R. Alves (Dissertação de Mestrado, USP, 1999); "Álvares de Azevedo: A busca de uma literatura consciente", de Gilmar Tenorio Santini (Dissertação de Mestrado, UNESP, 2007); "Uma lira de duas cordas", de Rafael Fava Belúzio (Scriptum, 2015). 
O crítico literário Alexei Bueno faz uma interessante observação sobre a "característica quase esquizoide da alma de Álvares de Azevedo", a dissociação entre sua obra "onde não faltam bebedeiras e orgias altamente byronianas" e sua vida pacata de "excelente e responsabilíssimo aluno, de enorme afeição familiar e provavelmente bastante casto". Essa mesma polarização é problematizada em "Uma lira de duas cordas", obra que faz uma inovadora leitura da recepção crítica do poeta.